# Passandra popeorum
Passandra popeorum là một loài bọ cánh cứng trong họ Passandridae. Loài này được Slipinski miêu tả khoa học năm 1887.